# Lohkirchen
Lohkirchen là một đô thị thuộc huyện Mühldorf bang Bayern nước Đức